# Raphael Dwamena
Pour les articles homonymes, voir Dwamena.
Raphael Dwamena, né le 12 septembre 1995 à Nkawkaw au Ghana et mort le 11 novembre 2023 à Kavajë en Albanie, est un footballeur international ghanéen évoluant au poste d'attaquant.
Au cours de sa carrière professionnelle, Dwamena doit composer avec des problèmes cardiaques ; des médecins lui préconisant même de prendre sa retraite sportive. Il se fait poser un défibrillateur automatique implantable en 2020 et décide de continuer sa carrière. En novembre 2023, Dwamena est victime d'un arrêt cardiaque lors d'un match avec son club albanais du KS Egnatia. L'attaquant meurt le jour même à l'hôpital de Kavajë, à l'âge de 28 ans.

## Biographie

### En club
Le 21 août 2017, une entente est trouvée entre le FC Zurich et le Brighton & Hove Albion, club de Premier League, pour un transfert de Raphael Dwamena, mais cet accord est annulé quatre jours plus tard, à la suite d'un échec de Dwamena aux tests médicaux.
Après une saison pleine à Zurich (56 matches, 25 buts), Raphael Dwamena est recruté par Levante, qui officialise sa signature le 7 juillet 2018.
En juillet 2019, Dwamena est prêté pour une saison au Real Saragosse. Il effectue un début de saison encourageant avec deux buts en neuf rencontres mais subit un coup du sort en octobre 2019. En effet, le corps médical décèle un problème cardiaque chez le joueur lors d'un test, et il doit se tenir éloigné des terrains pour une durée indéfinie.
Les spécialistes consultés par le joueur se montrent intransigeants et lui recommandent de prendre sa retraite immédiatement, au risque de provoquer un accident cardiovasculaire. En 2017 déjà, ces problèmes cardiaques avaient été détectés et entraîné l'échec de sa signature à Brighton.
En janvier 2020, Dwamena est opéré avec succès du cœur à l'Hôpital Miguel Servet de Saragosse. Les médecins lui implantent un défibrillateur automatique implantable qui le protège en cas de problèmes cardiaques.
Le 20 août 2020, après avoir décidé de poursuivre sa carrière, Dwamena s'engage au Vejle BK.

### En équipe nationale
Le 11 juin 2017, Raphael Dwamena fait ses débuts avec l'équipe du Ghana lors d'un match de qualifications à la Coupe d'Afrique des nations 2019 contre l'Éthiopie. Titularisé par James Kwesi Appiah, il inscrit un doublé et les Ghanéens obtiennent la victoire (5-0).

### Mort
Dwamena, âgé de 28 ans, meurt des suites d'un arrêt cardiaque le 11 novembre 2023 à l'hôpital de Kavajë en Albanie. Plus tôt dans la journée, il s'effondre sur la pelouse du Demrozi Stadium (en), lors d'un match avec son club, le KS Egnatia Rrogozhinë, contre le FK Partizani. Il souffrait de problèmes cardiaques depuis plusieurs années,.

## Vie privée
Dwamena est diagnostiqué avec une maladie cardiaque en 2017,. En janvier 2020, alors qu'il évolue à Levante UD, il se fait implanter un cardioverteur-défibrillateur par le biais d'une opération chirurgicale, ce qui permet à son club de surveiller son cœur pendant les matchs. En octobre 2020, le défibrillateur montre des valeurs jugées trop élevées, et son club de l'époque, Vejle BK, le retire des activités de l'équipe en conséquence.
En octobre 2021, lors d'un match de Coupe d'Autriche pendant la première mi-temps du match Blau-Weiss Linz contre Hartberg, Dwamena s'effondre sur le terrain et est choqué par le défibrillateur, qui s'est rapidement stabilisé.

## Palmarès
Avec le FC Zurich
- Champion de la deuxième division suisse en 2017
- Vainqueur de la Coupe de Suisse en 2018

## Statistiques

### En club
| Saison                | Club                  | Championnat           | Championnat | Championnat | Coupe(s) nationale(s) | Coupe(s) nationale(s) | Total | Total |
| Saison                | Club                  | Division              | M.          | B.          | M.                    | B.                    | M.    | B.    |
| 2014-2015             | FC Liefering          | 2                     | 2           | 0           | -                     | -                     | 2     | 0     |
| 2015-2016             | FC Liefering          | 2                     | 25          | 6           | -                     | -                     | 25    | 6     |
| 2016-2017             | Austria Lustenau      | 2                     | 20          | 18          | 2                     | 3                     | 22    | 21    |
| 2016-2017             | FC Zurich             | 2                     | 18          | 12          | 1                     | 0                     | 19    | 12    |
| 2017-2018             | FC Zurich             | 1                     | 5           | 2           | 1                     | 3                     | 6     | 5     |
| Total sur la carrière | Total sur la carrière | Total sur la carrière | 70          | 38          | 4                     | 6                     | 74    | 44    |

### Buts en équipe nationale
| No | Date         | Stade, ville, pays               | Adversaire | Résultat | Compétition                                          |
| -- | ------------ | -------------------------------- | ---------- | -------- | ---------------------------------------------------- |
| 1  | 11 juin 2017 | Baba Yara Stadium, Kumasi, Ghana | Éthiopie   | V 5-0    | Qualifications à la Coupe d'Afrique des nations 2019 |
| 2  | 11 juin 2017 | Baba Yara Stadium, Kumasi, Ghana | Éthiopie   | V 5-0    | Qualifications à la Coupe d'Afrique des nations 2019 |